# 七星龍王
《七星龍王》為古龍掛名作品，薛興國代筆，1978年3月香港〈武俠小說周刊〉創刊號開始連載，1978年5月至9月〈民生報〉連載，1978年〈春秋〉出版。皇佳、皇鼎版本妄增情節，前者標「古龍原著，李涼續貂」。

## 故事大綱
十七年前，「天絕地滅」郭地滅、高天絕夫婦追捕名盜「大笑將軍」李笑，江湖傳聞郭地滅被殺，高天絕被斬去左臂，而大笑將軍亦失去蹤影。十七年後，濟南巨富孫濟城為逃避仇家設局裝死，以小商人吳濤身份出現。由於其來歷不明，武功高強，江湖各方都認為他就是當年消失的「大笑將軍」。丐幫刑堂堂主，花旗門父子以及「大笑將軍」的各路仇家都來到濟南城欲將其置諸死地。與此同時，一名自稱為元寶的小乞丐出現，他隨身帶著神秘的星星，背後有高人相助，身份神秘。到濟南城後，他在街上偷了吳濤的錢袋，兩人便一起逃避各方的追捕。隨著故事發展，謎團逐一解開。

## 主要人物
- 元寶：故事開始時以小叫化模樣出現，偷了化身吳濤的孫濟城的銀兩，後來跟著對方逃避各方追捕，元寶隨身帶著七粒星星，與其身分秘密有關

- 孫濟城/吳濤：孫濟城為濟南的億萬富翁，於故事開始便詐死，喬裝成小商人吳濤於濟南出現。其武功高強，能將至陽至剛的外力和至陰至柔的內力配合運用，使出天地日月陰陽互濟的功夫，因此各方都認為其真正身分是四名漏網大盜之一，曾經三入皇宮大內盜寶，在江湖人心日中名聲僅次於「盜帥」楚留香的「大笑將軍」，三笑驚魂李將軍李笑。

- 湯蘭芳：綽號湯大老闆，如意賭坊的老闆，三十四歲，有一養女。

## 次要人物
- 高天絕：與郭地滅為夫妻，創立組織「天絕地滅」追捕漏網的江洋大盜，江湖傳聞被李笑砍斷左臂，組織煙消雲散
- 郭地滅：與高天絕為夫妻，創立組織「天絕地滅」，約十七年前失蹤，江湖傳聞是被李笑殺死
- 高天儀：為高天絕的姐姐，郭地滅與高天絕成親後獨自離開
- 蕭峻：丐幫中執掌生殺大權的刑堂香主，穿破舊的青布衣裳，面無血色表情像個死人，左臂已斷
- 田鷄仔：田詠花的兒子
- 田詠花：四大旗門中花旗門的當代掌門人，武林老輩英雄中碩果僅存的一人；愛彈三弦，
- 鄭南園：通常總是坐在那個有輪的椅子上。本名鐵無常，江湖中的四大劍客之一，皇宮內的第一高手，外號『一劍鎮八荒』
- 雲中雷：雷電雙仙之一，銀電仙子之丈夫
- 銀電仙子：雷電雙仙之一，雲中雷之妻
- 龍三小姐：為神秘武林世家龍家的子弟，排行第三，於故事末段帶著天下無人不服的龍家七星龍旗出現，協助解決爭端。

## 小說目錄
1. 億萬富豪之死
2. 元寶
3. 花旗
4. 彈三弦的老人
5. 銀電
6. 神仙窩
7. 抽絲
8. 放不下的寶刀
9. 賭人不賭命
10. 第一顆星
11. 元寶的奇遇
12. 元寶的七顆星
13. 無聲的葬曲
14. 白銀面具
15. 明湖暗夜
16. 湯大老闆的奇遇
17. 恭喜你
18. 滿頭白發插紅花
19. 一雙手和一雙腳
20. 第二顆星
21. 小星星亮晶晶
22. 一個故事
23. 鼓掌
24. 前因後果
25. 第三四五六七顆星